# Chrysanthellum
Genre
Classification phylogénétique
Chrysanthellum est un genre de plante à fleurs de la famille des Asteraceae, à ne pas confondre avec le genre Chrysanthemum.

## Histoire
C'est le premier descripteur, Persoon (1807) qui attribue le nom et sa description que nous ne possédons pas à Richard. Lamark écrit  «Chrysantellum. Genre que M. Persoon, dans son Synopsis, a établi, d'après M. Richard, pour le Verbesina mutica. J'avais déjà désigné, à l'article Verbésine, les caractères qui écartaient cette plante de ce genre. [ ] Un calice cylindrique, presque de la longueur des fleurons, les semences». De Candolle (1815) décrit l'espèce C. perpusillum «Chrysanthéme très petit» collecté aux Iles Sanguinaires Le Dictionnaire des Sciences Naturelles (1817) le Chrysanthelle couché (Chrysanthellum procumbens) américain.

## Description

### Propriétés pharmaceutiques
Les espèces C. americanum et C indicum font principalement l'objet de publications académiques. La première est une plante des ethnomédecines africaine et américaine (cicatrisation, fièvre, hépatite, jaunisse, dysenterie, action hypolipémiante et hépato protectrice. Les saponosides (chrysanthellines A et B) et divers flavonoïdes seraient des principes actifs.

## Liste d'espèces
Naturalisée en Asie et en Afrique 
- Chrysanthellum americanum (L.) Vatke
- Chrysanthellum indicum DC.[8]
  - C. indicum subsp. afroamericanum B.L.Turner (2012)
  - C. indicum subsp. mexicanum (Greenm.) B.L.Turner (2012)[8]

Mexique 
- Chrysanthellum filiforme McVaugh

- Chrysanthellum integrifolium Steetz ex Steetz
- Chrysanthellum involutum Paul G.Wilson
- Chrysanthellum keilii B.L.Turner
- Chrysanthellum michoacanum B.L.Turner
- Chrysanthellum perennans B.L.Turner
- Chrysanthellum pilzii Strother
- Chrysanthellum pinnatisectum (Paul G.Wilson) Veldkamp
- Chrysanthellum rosei (Greenm.) Veldkamp
- Chrysanthellum tamaulipense B.L.Turner
- Chrysanthellum tuberculatum (Hook. & Arn.) Cabrera

Galapogos
- Chrysanthellum fagerlindii Eliasson

- Chrysanthellum pusillum Hook.f.[9]